# Ariel Torres Gutierrez
Ariel Torres Gutierrez (Cuba, 6 de noviembre de 1997) es un luchador de kárate estadounidense, nacido en Cuba, que consiguió la medalla de bronce olímpica en Tokio 2020 en la modalidad de Kata.
Consiguió la medalla de plata en los Juegos Panamericanos de 2019.

## Palmarés olímpico
| Juegos Olímpicos     | Juegos Olímpicos | Juegos Olímpicos  | Juegos Olímpicos |
| Año                  | Lugar            | Medalla           | Categoría        |
| -------------------- | ---------------- | ----------------- | ---------------- |
| 2021                 | Tokio ( Japón)   | Medalla de bronce | Kata             |
| Juegos Panamericanos |                  |                   |                  |
| 2019                 | Lima ( Perú)     | Medalla de plata  | Kata             |